# Michela Ponza
Michela Ponza (Bolzano, 12 febbraio 1979) è un'ex biatleta italiana.
È nipote del fondista Vincenzo Demetz ed è sorella dell'ex biatleta Ivonne, a loro volta atleti di alto livello.

## Biografia
Originaria di Santa Cristina Valgardena e tesserata per il Gruppi Sportivi Fiamme Gialle, entrò a far parte della nazionale italiana nel 1994. Iniziò la carriera sportiva praticando lo sci di fondo, sport nel quale già suo nonno Vincenzo Demetz aveva raggiunto due medaglie di bronzo ai Mondiali del 1937.
Il suo punto di forza era la grande precisione al poligono di tiro: ha concluso 54 gare senza errori (e nella stagione 2005-2006 ha raggiunto l'87% dei centri - posizione a terra 90%, posizione in piedi 85% -). Per contro risultava lenta sugli sci da fondo
In carriera partecipò a quattro edizioni dei Giochi olimpici invernali, Salt Lake City 2002 (46ª nella sprint, 36ª nell'individuale, 38ª nell'inseguimento, 11ª nella staffetta), Torino 2006 (13ª nella sprint, 17ª nell'individuale, 5ª nell'inseguimento, 11ª nella partenza in linea, 12ª nella staffetta), Vancouver 2010 (43ª nella sprint, 27ª nell'individuale, 50ª nell'inseguimento, 11ª nella staffetta) e Soči 2014 (38ª nella sprint, 48ª nell'inseguimento, 6ª nella staffetta), e a dodici dei Campionati mondiali, vincendo una medaglia.
Dopo essersi ritirata dall'attività agonistica al termine della stagione 2014, ha intrapreso la carriera di allenatrice in seno alla FISI e alle Fiamme Gialle.

## Palmarès

### Mondiali
- 1 medaglia:
  - 1 bronzo (staffetta[7] a Nové Město na Moravě 2013)

### Mondiali juniores
- 3 medaglie:
  - 1 argento (individuale a Val Cartier 1998)
  - 2 bronzi (staffetta a Val Cartier 1998; inseguimento a Pokljuka 1999)

### Coppa del Mondo
- Miglior piazzamento in classifica generale: 10ª nel 2008
- 8 podi (7 individuali, 1 a squadre), oltre a quello conquistato in sede iridata e valido anche ai fini della Coppa del Mondo:
  - 5 secondi posti (4 individuali, 1 a squadre)
  - 3 terzi posti (individuali)

### Campionati italiani
- 31 medaglie[2]:
  - 25 ori (individuale, inseguimento nel 1999; individuale, inseguimento, sprint nel 2001; partenza in linea, inseguimento nel 2002; individuale, inseguimento nel 2003; sprint, partenza in linea, individuale, inseguimento nel 2004; sprint, inseguimento 1, inseguimento 2 nel 2005; partenza in linea nel 2006; partenza in linea nel 2007; sprint, partenza in linea nel 2008; sprint, partenza in linea, inseguimento nel 2009, partenza in linea, sprint nel 2011)
  - 6 argenti (sprint nel 1998; individuale, sprint nel 2002; sprint nel 2006; inseguimento nel 2012; partenza in linea nel 2014)

### Campionati italiani juniores
- 5 medaglie[2]:
  - 4 ori (individuale, sprint, inseguimento nel 1998; inseguimento nel 1999)
  - 1 bronzo (sprint nel 1999)